# Egyptoloog

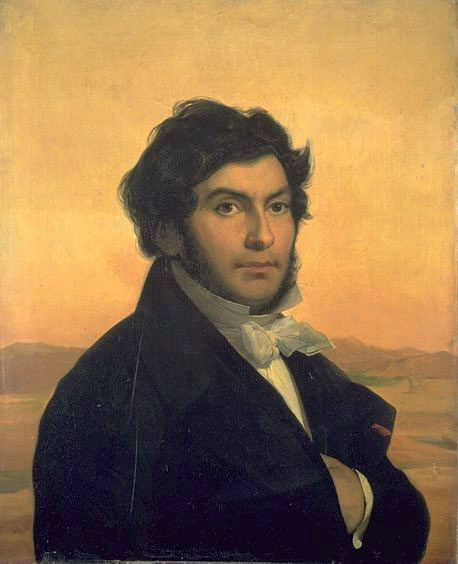
Egyptoloog Jean-Francois Champollion

Met egyptoloog of egyptologe wordt iemand bedoeld die egyptologie heeft gestudeerd en zich heeft gespecialiseerd in de Egyptische oudheid.
Binnen de egyptologie bestaan verschillende specialisaties. Een papyroloog is iemand die zich in het bestuderen van teksten op papyri heeft gespecialiseerd. Een Demotisant houdt zich bezig met het Demotisch, een van de taalfasen van het Oudegyptische schrift. Binnen de egyptologie is een epigraaf iemand die gespecialiseerd is in het kopiëren en interpreteren van Oudegyptische teksten en reliëfs. In Nederland kon men tot voor kort aan de Rijksuniversiteit Groningen de studie egyptologie volgen, maar tegenwoordig enkel aan de Universiteit Leiden. Daar kan men zich specialiseren in de diverse taalfasen van het oude Egypte (waarvan epigrafie een onderdeel is), in de archeologie van Egypte, in het Grieks-Romeinse tijdperk (waarvan papyrologie en Demotisch onderdelen zijn), en in het Koptisch.
De basis van de egyptologie is gelegd in het begin van de 19e eeuw, toen Jean-François Champollion erin slaagde om aan de hand van de Steen van Rosetta het hiëroglifisch schriftsysteem en de Egyptische grammatica te ontrafelen. Hij maakte het voor het eerst voor de moderne beschaving mogelijk om hiërogliefen te lezen. Zijn boek Précis du Système Hieroglyphique zorgde ervoor dat duizenden inscripties ontcijferd konden worden, waardoor veel meer bekend werd over het Oude Egypte en een grote publiekelijke interesse ontstond voor deze cultuur. Enkele historici gingen zich hierna speciaal op de egyptologie richten en op diverse universiteiten kwamen er aparte leerstoelen voor egyptologie.

## Egyptologen
Belangrijke egyptologen uit het verleden
- Giovanni Battista Belzoni (1778-1823)
- Jean-François Champollion (1790-1832)
- Ippolito Rosellini (1800-1843)
- Conrad Leemans (1809-1893)
- Karl Richard Lepsius (1810-1884)
- Auguste Mariette (1821-1881)
- Alexander Henry Rhind (1833-1863)
- Willem Pleyte (1836-1903)
- Édouard Naville (1844-1926)
- Gaston Maspero (1846-1916)
- William Flinders Petrie (1853-1942)
- E.A. Wallis Budge (1857-1934)
- Victor Loret (1859-1946)
- Howard Carter (1874-1939)
- Jean Capart (1877-1947)
- Alan Gardiner (1879-1963)
- Marcelle Werbrouck (1889-1959)
- Henri Frankfort (1897-1954)
- Kate Bosse-Griffiths (1910-1998)
- Jozef Vergote (1910-1992)
- Herman De Meulenaere (1923-2011)
- Otto Schaden (1937-2015)

Huidige egyptologen
- Wolfgang Kosack (1943)
- Juan José Castillos (1944)
- Zahi Hawass (1947)
- Maarten Raven (1953)
- Joyce Tyldesley (1960)
- Willeke Wendrich (1961)
- Salima Ikram (1965)
- Toby Wilkinson (1969)
- Kara Cooney (1972)
- Charlotte Booth (1975)
- Sarah Parcak (1979)
- Hans van den Berg

## Fictieve egyptologen
- Evelyn Carnahan (The Mummy)
- Lara Croft (Tomb Raider)
- Daniel Jackson (Stargate en Stargate SG-1)
- Indiana Jones (Raiders of the Lost Ark)
- Sarah Page (Primeval)
- Philomenus Siclone (De avonturen van Kuifje: De sigaren van de farao)
- Zeno Terpsta, was een egyptoloog en een personage uit de jeugdserie Het Huis Anubis dat gespeeld werd door Hero Muller.